# 白色項冠鰕虎
白色項冠鰕虎（学名：Cristatogobius albius）为鰕虎科項冠鰕虎魚屬下的一个种。